# Всесвітній день боротьби з поліомієлітом

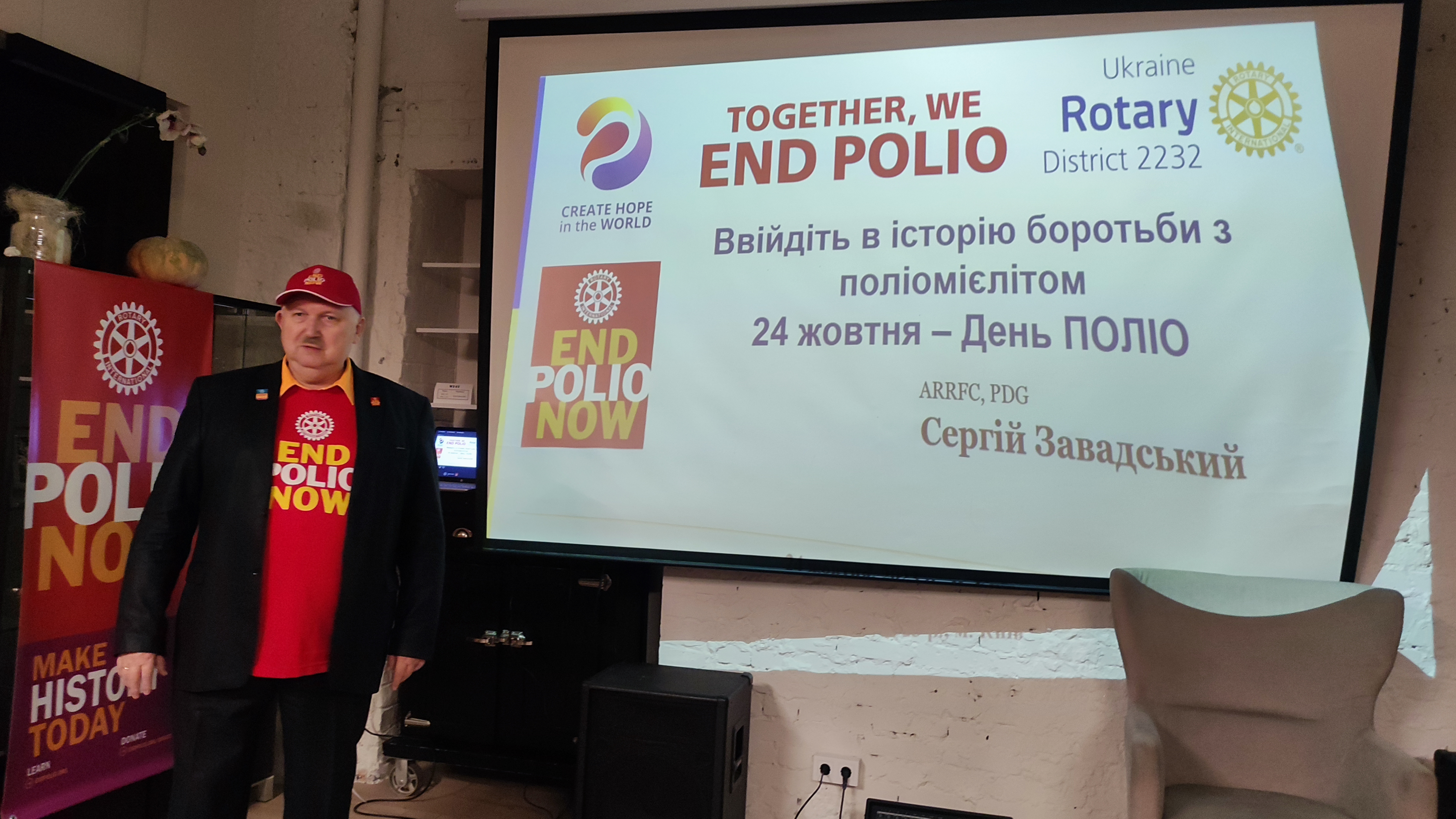
Відзначення Всесвітнього дня боротьби з поліомієлітом ротарійцями в Києві, жовтень 2023

Всесвітній день боротьби з поліомієлітом (Всесвітній день поліомієліту, англ. World Polio Day) був заснований за ініціативою міжнародної неурядової нерелігійної та неполітичної благодійної організації «Ротарі Інтернешинал» (англ. Rotary International) і відзначається щорічно 24 жовтня. Мета заходу — привернути увагу світової спільноти до проблеми захворюваності на поліомієліт та його наслідків, а також вказати на необхідність проведення своєчасних профілактичних заходів.
Дата події була приурочена до дня народження Джонаса Солка (англ. Jonas Edward Salk) — американського епідеміолога та вірусолога, що розробив протягом 1952–1955 років інактивовану вакцину (ІПВ, англ. IPV) проти поліомієліту.
Використання інактивованої (убитої) та оральної (живої) поліомієлітної вакцини (жива вакцина Сэйбина, ОПВ, англ. OPV), розробленої вірусологом Альбертом Сэйбином (англ. Albert Bruce Sabin), призвело до створення в 1988 році Глобальної Ініціативи з Ліквідації Поліомієліту (ГІЛП, англ. Global Polio Eradication Initiative, GPEI).
Тема Всесвітнього дня боротьби з поліомієлітом 2020: "Історії прогресу: минуле і сьогодення".https://www.cdc.gov/globalhealth/immunization/wpd/index.html
З моменту створення ГІЛП, число нових випадків захворювання зменшилась більш ніж на 99%.